# Jim Doehring
Jim Doehring (Estados Unidos, 27 de enero de 1962) es un atleta estadounidense retirado, especializado en la prueba de lanzamiento de peso en la que llegó a ser subcampeón olímpico en 1992.

## Carrera deportiva
En los JJ. OO. de Barcelona 1992 ganó la medalla de plata en el lanzamiento de peso, con una marca de 20.96 m, siendo superado por su compatriota Mike Stulce (21.70 m) y por delante de Vyacheslav Lykho del Equipo Unificado (bronce con 20.94 m).